# Siegfried Loh
Siegfried Loh (* 25. September 1928) war Fußballspieler beim SC Motor Karl-Marx-Stadt. Dort bestritt er drei Spielzeiten in der DDR-Oberliga, der höchsten Spielklasse des DDR-Fußball-Verbandes.
Als im Herbst 1955 die DDR-Oberliga eine Übergangsrunde zum Wechsel in den Kalenderjahr-Spielrhythmus durchführte, wurde bei der Betriebssportgemeinschaft (BSG) Chemie Karl-Marx-Stadt erstmals der 27-jährige Mittelfeldspieler Siegfried Loh in einem Oberligaspiel eingesetzt. Er bestritt alle dreizehn Spiele der Übergangsrunde und erzielte dabei zwei Tore. Zu Beginn der Spielzeit 1956 wurde die Fußballsektion der BSG Chemie in den neu gegründeten SC Motor Karl-Marx-Stadt eingegliedert. Loh wurde weiterhin hauptsächlich im Mittelfeld eingesetzt und brachte es auf 21 Punktspieleinsätze. In die Oberligasaison 1957 startete Loh schwach, hatte bis zum 10. Spieltag erst vier Einsätze zu verzeichnen. Erst als Verteidiger Siegfried Schwärig im Sommer ausfiel, übernahm Loh dessen Position auf der rechten Abwehrseite und kam so noch auf 17 Punktspieleinsätze. Der SC Motor beendete die Saison als Absteiger und spielte 1958 in der zweitklassigen I. DDR-Liga. Der neue Trainer Fritz Wittenbecher beorderte Loh wieder in das rechte Mittelfeld, wo dieser zunächst die ersten fünf Punktspiele bestritt. Der 7. Spieltag mit der Begegnung Stahl Stalinstadt – SC Motor (0:0) wurde zu Lohs letztem Punktspiel dieser Saison. Nur als Einwechselspieler kam er erst in der 74. Minute auf den Platz. Der SC Motor musste nach der Saison auch aus der I. DDR-Liga absteigen. In der II. DDR-Liga gelang zwar der sofortige Wiederaufstieg in die I. Liga, doch dort gehörte Loh nicht mehr zum Aufgebot des SC Motor. Es blieb damit für ihn eine Bilanz von 51 Oberligaspielen mit zwei Toren und sechs DDR-Liga-Spielen ohne Tor.